# Nerima
Nerima (練馬区; -ku) é uma região especial da Metrópole de Tóquio, no Japão
Em 2003 tinha uma população estimada em 674,826 habitantes e uma densidade populacional de 14,012.17 h/km². Tem uma área total de 48.16 km².
Nerima foi fundada a 1 de agosto de 1947.